# Curato
Il curato è il presbitero che regge (o meglio reggeva) una curazia, ossia una chiesa minore o cappella dotata di propri beni patrimoniali (beneficio ecclesiastico curato), dipendente da una pieve (chiesa matrice), ma che aveva ottenuto il fonte battesimale e il cimitero e un cappellano residente, chiamato appunto curato (presbitero con compiti di cura d'anime). 

## Competenze
Il curato dipendeva dunque da un pievano, ma aveva ampia autonomia. Spesso, nel passato, la comunità oggetto della cura esercitava il giuspatronato, cioè il diritto di scegliere il presbitero (e di sottoporlo alla nomina dell'autorità ecclesiastica competente) assicurandone il mantenimento. Le curazìe si sono evolute quasi tutte in parrocchie.
Il termine è oggi usato genericamente anche per indicare un parroco o un vicario parrocchiale.